# 松井博之
松井 博之（まつい ひろゆき、1966年10月5日 - 2012年8月17日）は、日本の文芸評論家。大阪府出身。1994年3月、専修大学大学院修士課程修了。2003年、「<一>と<二>をめぐる思考―文学・明治四十年前後」で第35回新潮新人賞評論部門を受賞。以後、文芸評論を対象に執筆活動を展開する一方、2009年からは奈良大学文学部にて日本文学を教授。2012年8月17日、急性脳内出血で死去。

## 作品リスト

### 単行本
- 松井博之著 / 乾口達司編『<一>と<二>をめぐる思考―文学・明治四十年前後』(2014年、文芸社)

### 雑誌掲載作品
- <一>と<二>をめぐる思考―文学・明治四十年前後(「新潮」2003年11月号)
- <観点>について―吉本隆明論(「新潮」2005年12月号)
- 小林秀雄の『感想』を読む－<見る>ことをめぐって－(未発表)
- 新人小説月評(「文学界」2007年2月号～同年7月号)
- <わからなさ>をめぐって－中村文則『最後の命』－(「新潮」2007年9月号)
- リアリズム概念の拡大に向けて－小林幹也『短歌定型との戦い―塚本邦雄を継承できるか?―』(「玲瓏」2011年11月)
- 花田清輝から後藤明生へ－『花田清輝論』と『日本近代文学との戦い』－(「瀬戸内まなびや通信」2005年4月)
- 後藤明生著『笑いの方法』をめぐる文学雑感(「春風」2011年5月)